# لويس مارمنتيني
لويس مارمنتيني (بالإسبانية: Luis Marmentini)‏ هو لاعب كرة سلة تشيلي. مثّل منتخب بلاده. شارك في دورة الألعاب الأولمبية الصيفية سنة 1948.

## روابط خارجية
- لويس مارمنتيني على موقع الاتحاد الدولي لكرة السلة (الإنجليزية)
- لويس مارمنتيني على موقع سبورتس رفرنس (الإنجليزية)
- لويس مارمنتيني على موقع أوليمبيديا (الإنجليزية)